# Centro Comercial 360
El Centro Comercial 360 es un centro comercial en la zona de Al Zahra, Kuwait. Se puede llegar mediante el uso de la sexta circunvalación.  Es el tercer centro comercial más grande de Kuwait. El centro comercial incluye el primer hipermercado Géant Casino en Kuwait, unos grandes almacenes Marks & Spencer, y  zonas de ocio y entretenimiento. El proyecto fue diseñado por RTKL Associates, y desarrollado por el Grupo Tamdeen.